# Raïon de Nadvirna
Le raïon de Nadvirna (en ukrainien : Косівський район) est un raïon (district) dans l'oblast d'Ivano-Frankivsk en Ukraine.
Avec le réforme administrative de 2020, le raïon a été agrandi.

## Lieux d'intérêt
La gare de Tatariv de 1894 qui est classée.

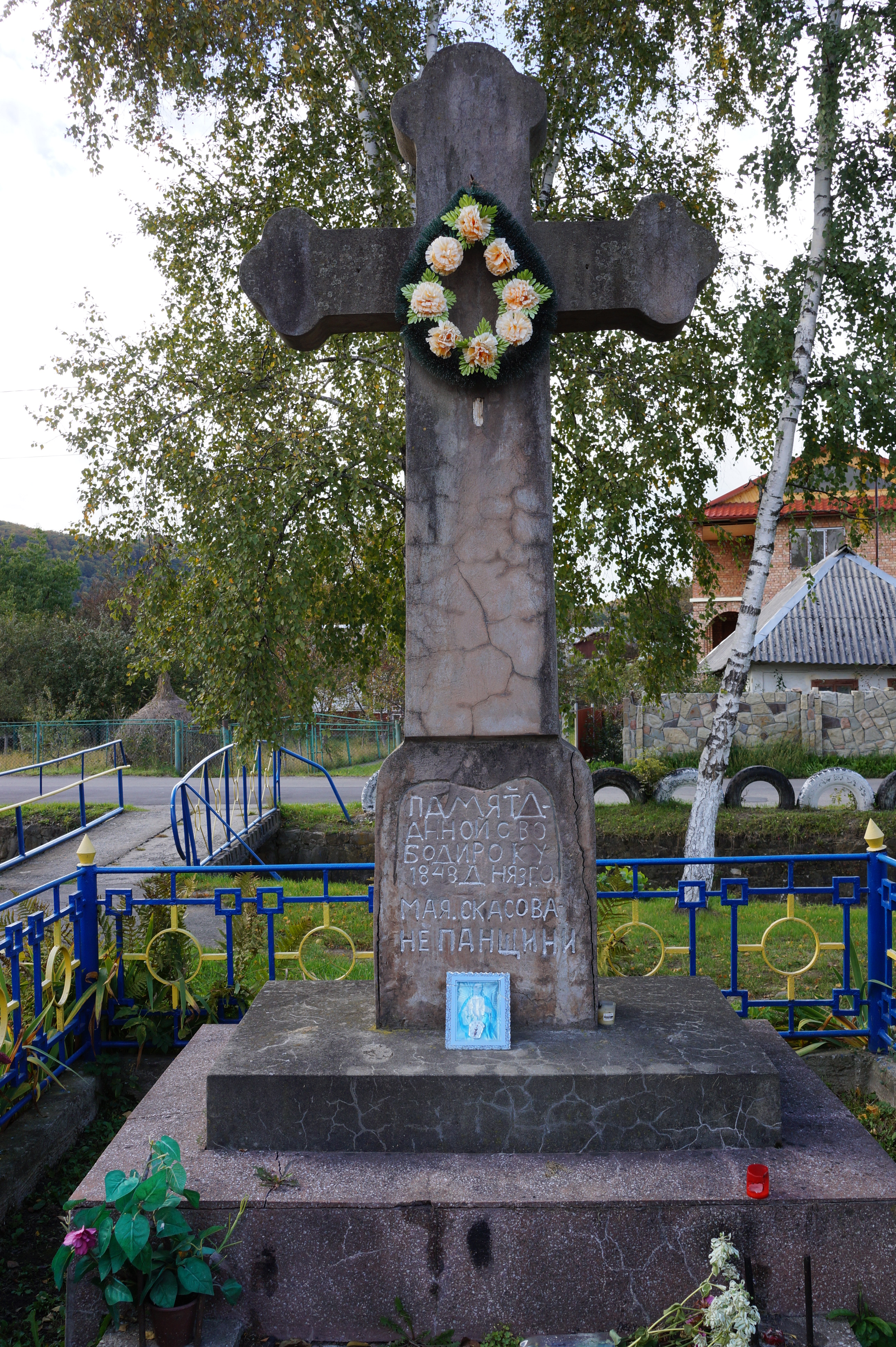
Mémorial à l'abolition du servage, classé[1],
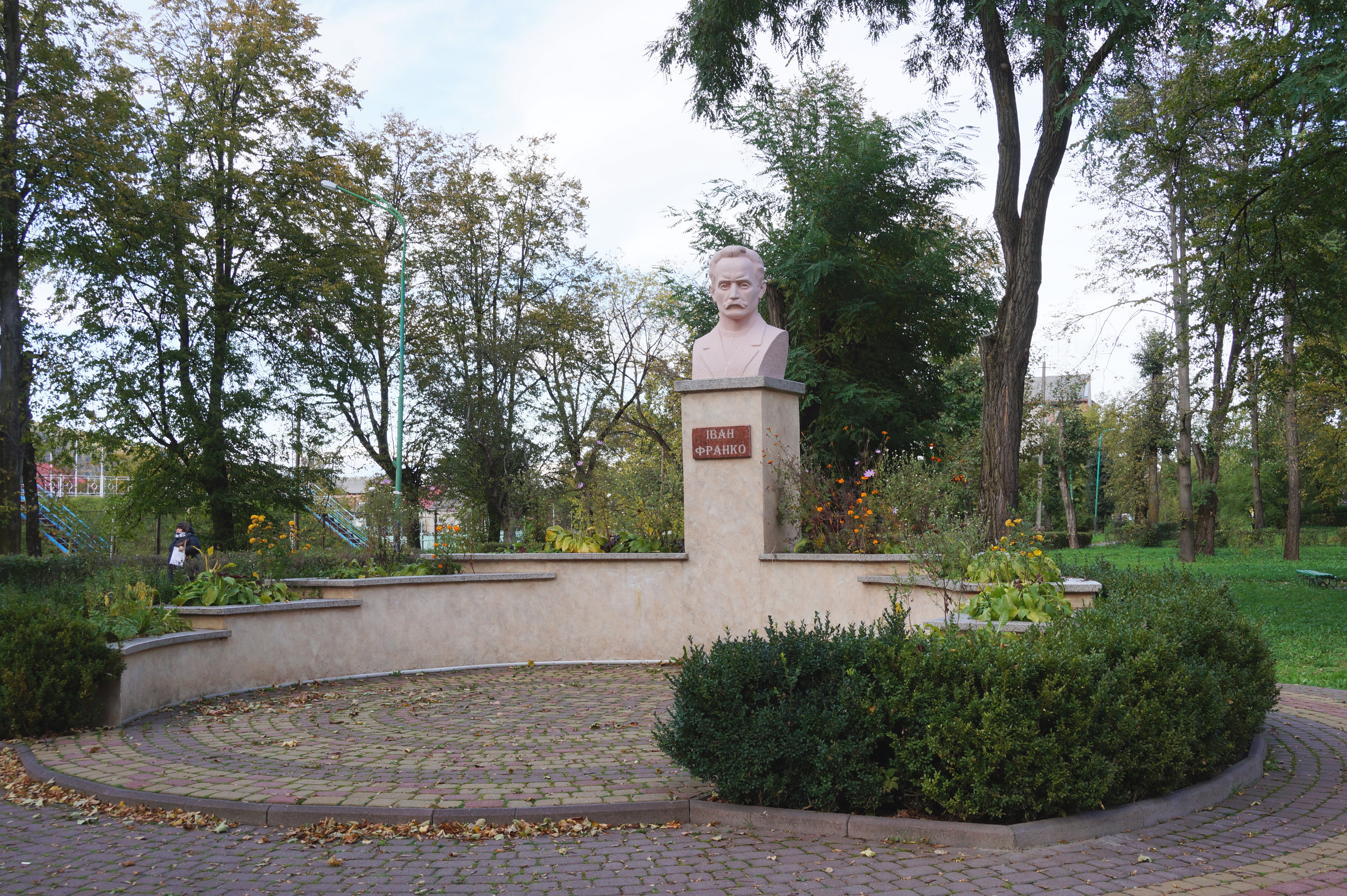
buste d'Ivan Franko, classé[2] Nadvirna,
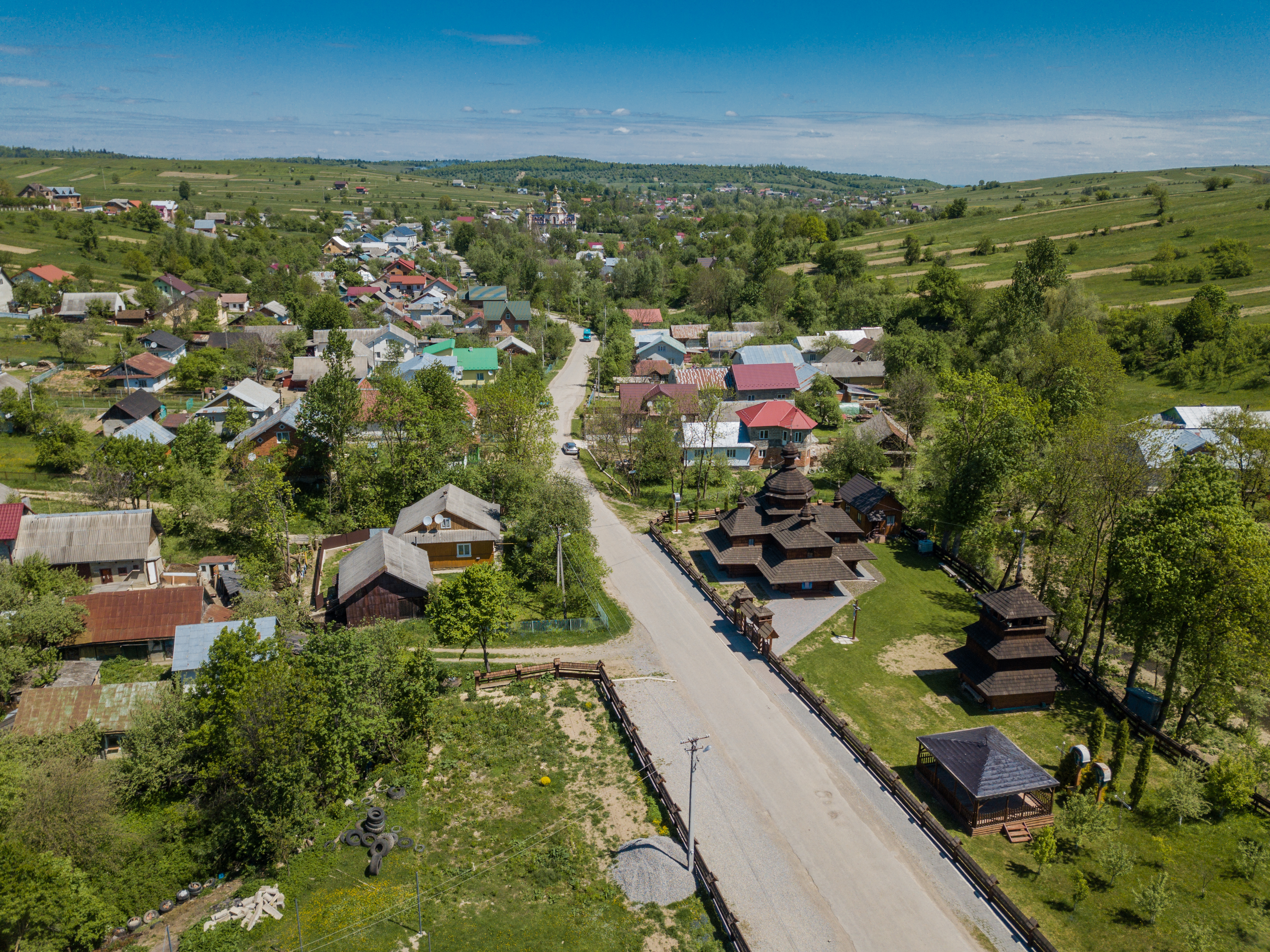
église de la Dormition et clocher, classés[3],[4],
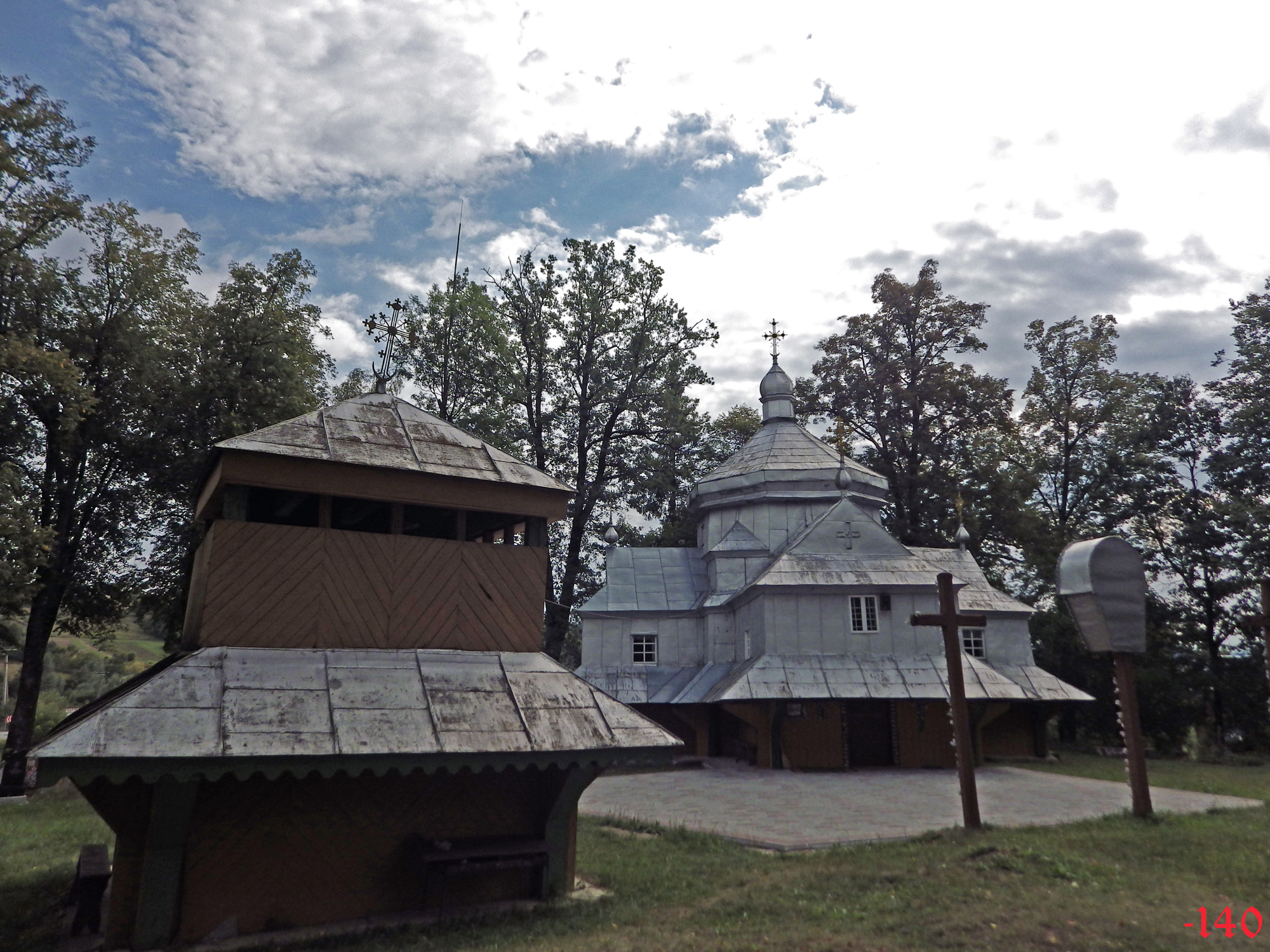
église de la Transfiguration et clocher, classés[5], Loïeva,
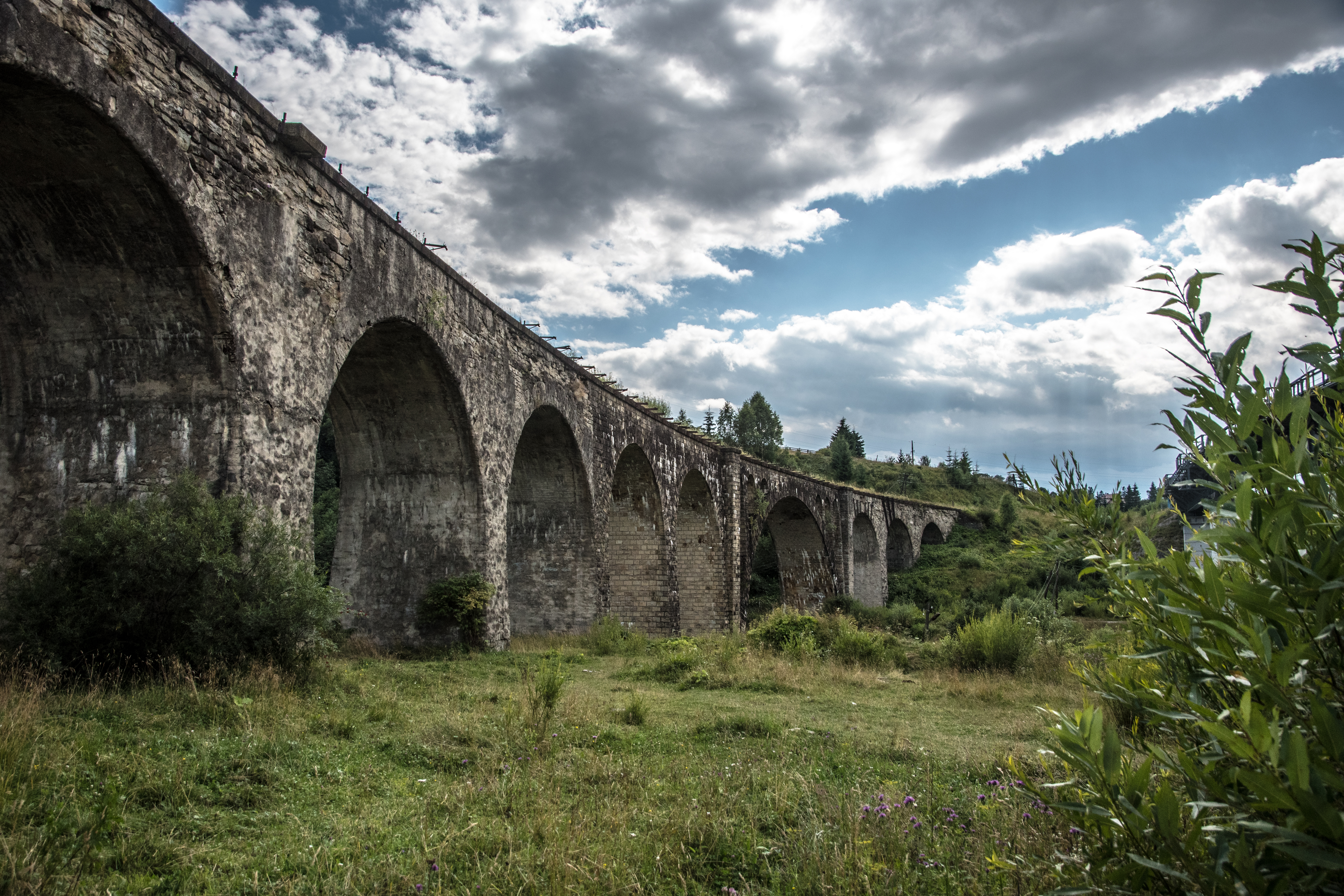
viaduc de Vorokhta, classée
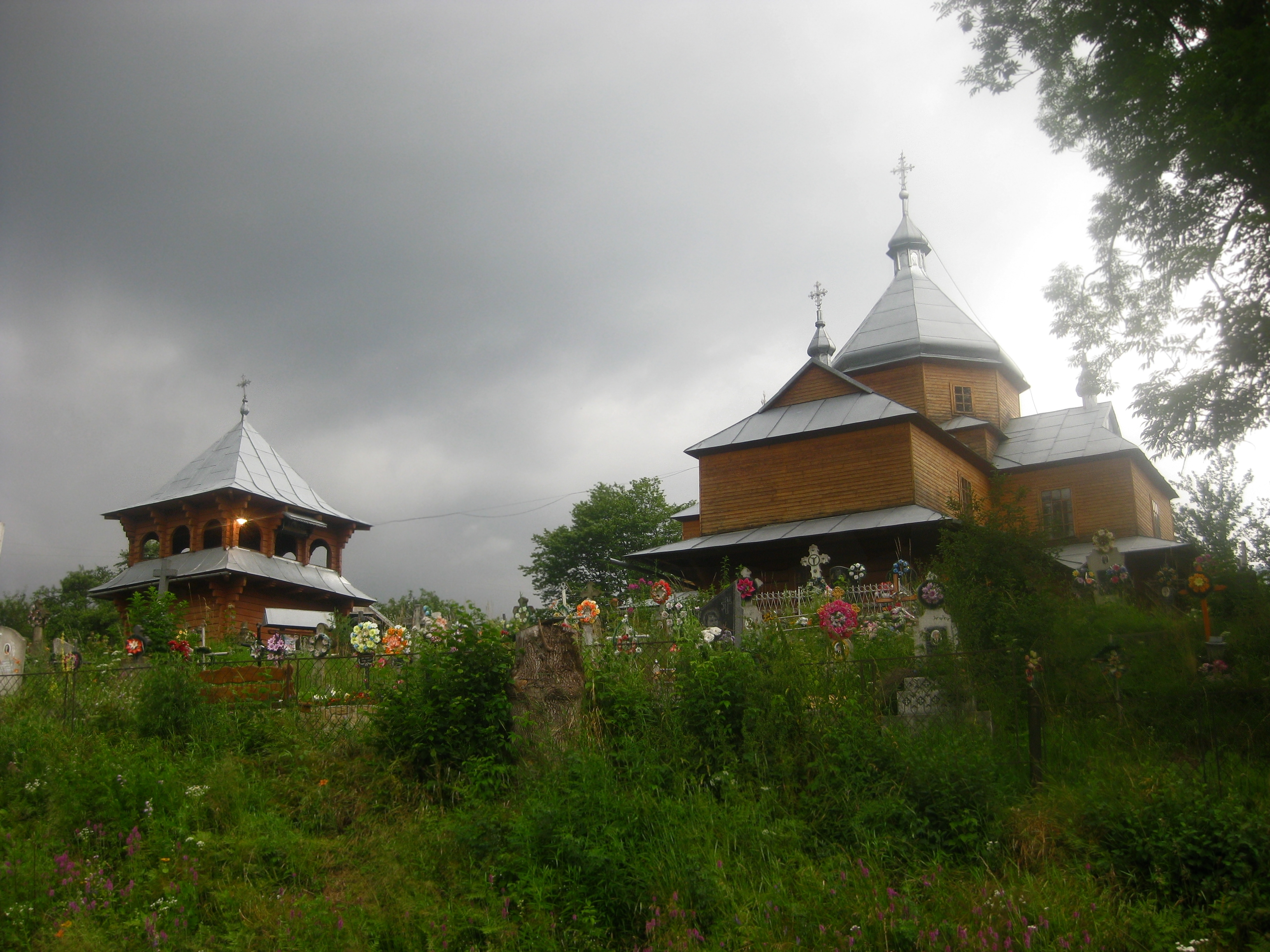
église st-Jean le Miséricordieux et clocher, classés[7],[8], à Yaremtche,
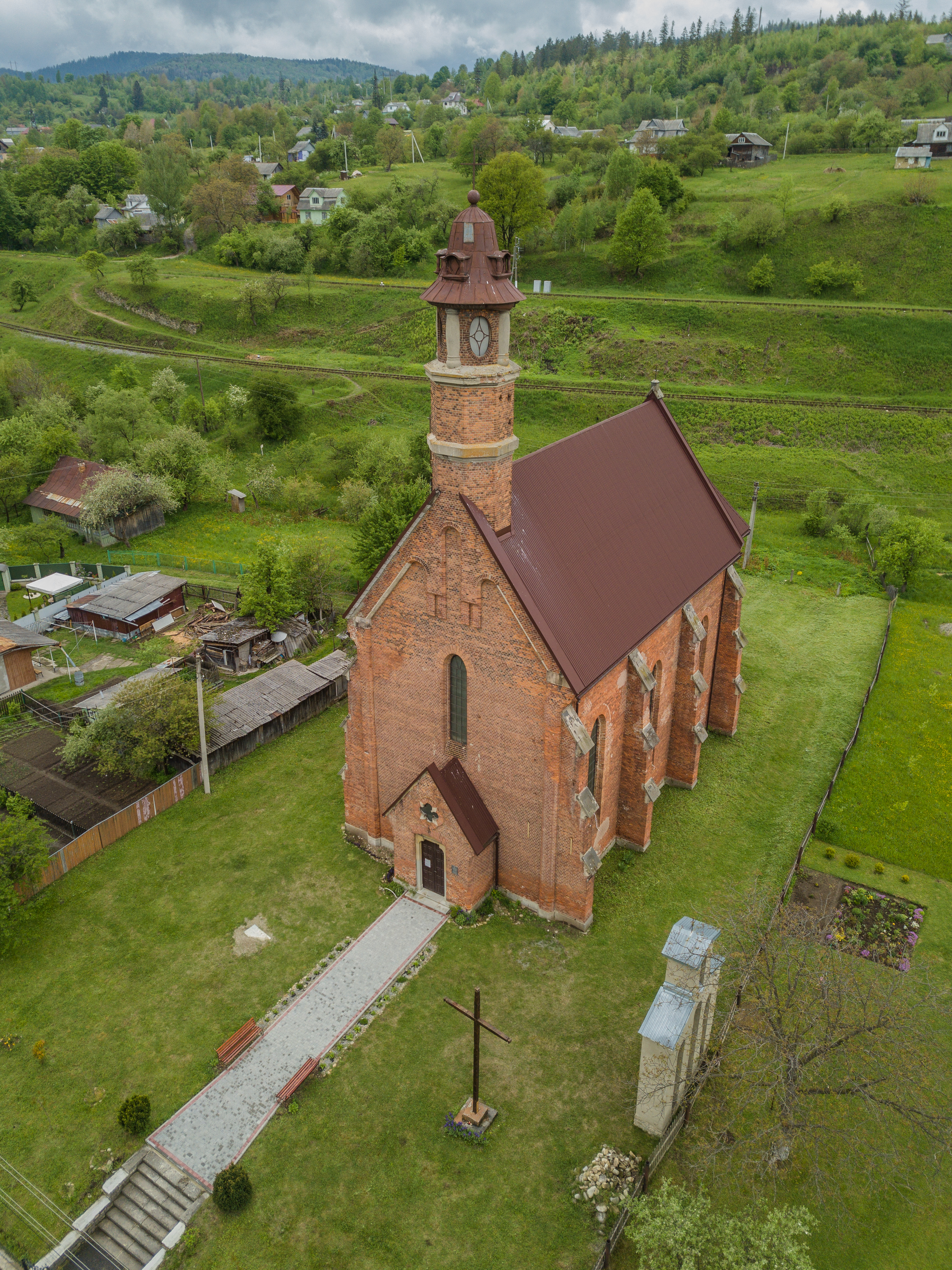
l'église st-Francis, classée[9] à Delyatin.